# Yuru Yuri
Yuru Yuri (яп. ゆるゆり Юру юри) — манга, создаваемая группой мангак Namori. Её выпуск начался в 2008 году в журнале Comic Yuri Hime S. С 5 июля по 20 сентября 2011 года в японской телесети TV Tokyo транслировалась аниме-адаптация студии Dogakobo, а с 3 июля по 18 сентября 2012 года — второй сезон аниме.

## Сюжет
Акадза Акари окончила начальную школу и воссоединилась со своими давними подругами, которые без разрешения школьного совета захватили здание клуба чайных церемоний и превратили его в клуб развлечений. Позже к ним присоединяется ещё одна участница. Аниме повествует о жизни учениц средней женской школы.

## Персонажи
- Акари Акадза (яп. 赤座 あかり Акадза Акари)

Девушка с красными волосами и фиолетовым цветом глаз. Главная героиня, ученица 1 класса средней школы (7 класс по российским стандартам). Её иногда называют Акарин. Кёко и Юи являются её подругами детства. Она одноклассница Тинацу, Химавари и Сакурако. Отличается хронической незаметностью, из-за чего очень расстраивается и часто становится объектом насмешек Кёко и Тинацу. О её семье известно, что у неё есть старшая сестра Аканэ, проявляющая к ней нездоровый интерес.
Сэйю: Сиори Миками.
- Юи Фунами (яп. 船見 結衣 Фунами Юи)

Девушка с короткими чёрными волосами и карими глазами. В детстве была драчливой и постоянно защищала своих подруг. Она учится во 2 классе средней школы. Живёт одна и из-за этого чувствует себя одинокой. Юи — самая взрослая среди своих подруг. Её работа — держать в узде Кёко. Привязана к Кёко, несмотря на то, что та пропускает слова Юи мимо ушей. Ведёт себя спокойно, любит каламбуры, придуманные Аяно. Также любит играть в видеоигры. Она одноклассница Кёко, Аяно и Титосэ. О её семье известно, что у неё есть младшая сестра Мари.
Сэйю: Минами Цуда.
- Кёко Тосино (яп. 歳納 京子 Тосино: Кё:ко)

Голубоглазая блондинка. Ученица 2 класса средней школы. В детстве была плаксой. Крепко дружит с Юи. Кёко обладает гиперактивным характером, что порой даже вызывает косые взгляды окружающих. Она любит и умеет веселить, поэтому является основателем и лидером клуба развлечений. Ей первой в голову пришла идея использовать здание клуба чайных церемоний в личных целях. Также именно она уговорила вступить в их клуб Тинацу, потому что та очень напомнила Кёко её любимого персонажа аниме и манги «Миракурун», из-за чего она влюбилась в Тинацу. Пишет собственные додзинси. Очень любит ромовый изюм. Несмотря на всю свою неорганизованность, способна за ночь перед экзаменом подготовиться и сдать его на «отлично». Она одноклассница Юи, Аяно и Титосэ.
Сэйю: Юка Оцубо.
- Тинацу Ёсикава (яп. 吉川 ちなつ Ёсикава Тинацу)

Розоволосая девушка с голубым цветом глаз, одноклассница Акари, Сакурако и Химавари. Поначалу хотела вступить в клуб чайных церемоний, дабы быть похожей на сестру Томоко. Вскоре Тинацу понравилось в клубе развлечений, потому что она влюбилась в Юи. Тинацу обладает довольно вредным характером, несмотря на милую внешность, и частенько унижает Кёко и Акари. Также её волосы поглощают предмет, попавший в них, с ужасными криками. Старшая сестра является для неё идеалом. Единственный персонаж в сериале, который открыто афиширует тягу к своему полу. Увлекается рисованием, однако её картинки окружающие считают слишком страшными. Её старшей сестре Томоко нравится Аканэ.
Сэйю: Руми Окубо.

### Члены школьного совета
- Аяно Сугиура (яп. 杉浦 綾乃 Сугиура Аяно)

Ученица 2 класса с фиолетовыми глазами и фиолетовыми волосами, собранными в конский хвост. Кёко, Юи и Титосэ являются её одноклассницами. Вице-президент школьного совета. Привязана к Титосэ, хотя Аяно не одобряет то, что подруга часто фантазирует и лезет с советами в её личную жизнь. С большим раздражением относится к весёлому клубу и Кёко, хотя явно влюблена в неё. Часто устраивает соревнования с Кёко. Периодически угрожает клубу роспуском, но сама нередко проводит время с его членами.
Сэйю: Саки Фудзита.
- Титосэ Икэда (яп. 池田 千歳 Икэда Титосэ)

Светловолосая девушка, с голубыми глазами в очках. Учится с Аяно, Кёко и Юи. Живёт с бабушкой и сестрой-близняшкой Тидзуру. Родом из Кансая. Часто представляет всякие сексуальные сцены с участием Аяно и Кёко, что приводит к обильному кровотечению из носа. Не может есть шоколад из-за обещания, данного бабушке, в противном случае превращается в монстра (в детстве бабушка Титосэ и Тидзуру запугивала их этим, дабы предотвратить кариес). Единственная, кто знает о влюблённости Сугиуры, из-за чего постоянно советует подруге, как привлечь Кёко. Любит соления и маринованные овощи.
Сэйю: Аки Тоёсаки.
- Сакурако Омуро (яп. 大室 櫻子 О:муро Сакурако)

Блондинистая новобранка школьного совета с янтарными глазами. Одноклассница Акари, Тинацу и Химавари. Комплексует по поводу своей маленькой груди, что часто приводит к перепалкам с Химавари. Привязана к Химавари, хотя и жалуется, что с детства не может от неё избавиться, но несмотря на это девушек часто можно увидеть вместе. Они часто делают домашнее задание вдвоем. Имеет старшую сестру Надэсико и младшую сестру Ханако.
Сэйю: Эмири Като.
- Химавари Фурутани (яп. 古谷 向日葵 Фурутани Химавари)

Девушка, имеющая синие волосы, заплетённые в две косички, и зелёные глаза. Вечная соперница Сакурако. Одноклассница Акари, Тинацу и Сакурако. В глазах друзей она — преуспевающая ученица, скромная, комплексует по поводу большого размера груди (он 5-й). Очень хорошо следит за своей фигурой. Изредка готовит печенье. Неравнодушна к Тинацу. У неё есть младшая сестрёнка Каэдэ.
Сэйю: Судзуко Мимори.
- Рисэ Мацумото (яп. 松本 りせ Мацумото Рисэ)

При первой встрече с ней девушки думали, что она страшный дух, но на самом деле она президент школьного совета с длинными бордовыми волосами и красными глазами. Нелюдима, редко разговаривает, а если и собирается что-то сказать, то говорит настолько тихо, что прочесть можно только по губам. Выглядит как ученица первого года, но на самом деле является выпускницей. Беспрекословно слушается Нисигаки.
Сэйю: Саори Гото.
- Нана Нисигаки (яп. 西垣 奈々 Нисигаки Нана)

Учитель химии в средней школе. Любит химичить, но из-за её экспериментов часто страдает Рисэ, так как последняя часто выступает в роли испытателя. Несмотря на то, что она учитель, часто бывает с членами совета и «Клубом развлечений». Понимает, что говорит Мацумото. Её эксперименты постоянно оканчиваются взрывами.
Сэйю: Рёко Сираиси

### Семьи
- Тидзуру Икэда (яп. 池田 千鶴 Икэда Тидзуру)

Сестра-близнец Титосэ и внешне отличается от сестры только зелёным цветом глаз, однако полная противоположность по характеру. Тидзуру ко всем относится с пренебрежением, но особенно не любит Кёко (в связи с неудачным знакомством). Испытывает неясные чувства к сестре, возможно влюблена, но не брезгует представлять Титосэ в паре с Аяно, что приводит к обильному слюноотделению. Учится в параллельном классе.
Сэйю: Момо Курагути
- Мари Фунами (яп. 船見 まり Фунами Мари)

Маленькая племянница Юи. Хмурая девочка лет пяти, любящая «Миракурун». Очень любит Юи, относится к ней как к старшей сестре.
Сэйю: Мая Утида
- Каэдэ Фурутани (яп. 古谷 楓 Фурутани Каэдэ)

Младшая сестра Химавари, вечно огорчённая политическим состоянием страны.
Сэйю: Ая Утида
- Аканэ Акадза (яп. 赤座 あかね Акадза Аканэ)

Старшая сестра Акари, 19 лет, студентка. Имеет нездоровую тягу к сестре, нередко ворует её вещи (в основном трусики). Чтобы сестра не узнала об этом, запретила ей входить к себе в комнату, увешанную фотографиями Акари. В аниме появляется во втором сезоне.
Сэйю: Юи Хориэ (только CD drama)
- Томоко Ёсикава (яп. 吉川 ともこ Ёсикава Томоко)

Старшая сестра Тинацу, одногодка и подруга Аканэ. Ранее состояла в клубе чайных церемоний.
Сэйю: Аяно Исикава
- Надэсико Омуро (яп. 大室 撫子 О:муро Надэсико)

Старшая сестра Сакурако, 18 лет. У неё, как и у сестры, маленькая грудь, но это компенсируется интеллектом. Есть девушка, у которой Надэсико периодически ночует. В аниме появляется во втором сезоне.
Сэйю: Тива Сайто
- Ханако Омуро (яп. 大室 花子 О:муро Ханако)

Серьёзная младшая сестра семейства Омуро, ученица младшей школы, 8 лет. В аниме появляется во втором сезоне.
Сэйю: Рина Хидака

## Аниме-сериалы

### Список серийYuru Yuri
| № серии | Название серии | Трансляция в Японии |
| ------- | --- | ------------------- |
| 1       | Дебют в средней школе! «Тю:гаку дэбю:!» (中学デビュー!) | 04.07.2011          |
| 2       | Я, ты, школьный совет «Ватаси то аната то сэйтокай» (私とあなたと生徒会) | 12.07.2011          |
| 3       | Вы хотите совещаний?!… Да, давайте пойдем! «Ути куру?!… Ику ику!» (ウチくる!? …いくいくっ!) | 19.07.2011          |
| 4       | Большой летний урожай «Нацу но дай-сю:каку-сай» (夏の大収穫祭) | 26.07.2011          |
| 5       | Когда плачут Акари и цикады «Акари тока минминдзэми тока наку коро ни» (あかりとかミンミンゼミとかなく頃に)                                                                                            | 02.08.2011          |
| 6       | Художественный, художник, актёр «А:то а:та: а:тисуто» (あーと☆あーたー☆あーちすと) | 09.08.2011          |
| 7       | Рождество «Курисумасэри» (くり済ませり) | 16.08.2011          |
| 8       | Апрельский дурак «Эйпуриру фу:ру» (エイプリルフール) | 23.08.2011          |
| 9       | Я не боюсь этого лета «Котоси но нацу ва ковакунай» (今年の夏はこわくない) | 30.08.2011          |
| 10      | Это — школьная поездка, но что мы должны здесь изучить, интересно? «Сю:гакурёко: то иу га, ватаси-тати ва иттай нани о манаби осамэта но даро:» (修学旅行というが、私たちは一体何を学び修めたのだろう) | 06.09.2011          |
| 11      | Наш клуб развлечений «Ватаси-тати но горакубу» (わたしたちのごらく部) | 13.09.2011          |
| 12      | Прощание в тренировочном лагере «Минна дэ пока пока гассю:ку э» (みんなでポカポカ合宿へ) | 20.09.2011          |